# مات غيلروي
مات غيلروي (بالإنجليزية: Matt Gilroy)‏ هو لاعب هوكي الجليد أمريكي، ولد في 30 يوليو 1984 في The Bellmores, New York ‏ في الولايات المتحدة.

## وصلات خارجية
- مات غيلروي على موقع دوري الهوكي الوطني (الإنجليزية)
- مات غيلروي على موقع قاعة مشاهير الهوكي (لاعب أن.إتش.أل) (الإنجليزية)
- مات غيلروي على موقع دوري الهوكي للقارات (الإنجليزية)
- مات غيلروي على موقع EliteProspects.com (الإنجليزية)
- مات غيلروي على موقع HockeyDB.com (الإنجليزية)
- مات غيلروي على موقع Hockey-Reference.com (الإنجليزية)
- مات غيلروي على موقع أوليمبيديا (الإنجليزية)